# Värmlandslitteraturs debutantstipendium
Värmlandslitteraturs debutantstipendium delas ut av Föreningen Värmlandslitteratur till debutanter med anknytning till Värmland. 
Priset är på 10 000 kronor (2019) och delas i regel ut på Världsbokdagen. Priset är en efterföljare till Det värmländska litteraturstipendiet som delades ut fram till 2007. 

## Pristagare
- 2009 – Ismael Ataria för diktsamlingen Allt jag vill för dig, ingen annan
- 2010 – Kristina Sundström för romanen Dig ska jag älska
- 2011 – Ninni Schulman för romanen Flickan med snö i håret
- 2012 – Laila Carlsson för romanen Dit där citrusträden blommar
- 2013 – Paul Blomgren för romanen Gossmusikkåren eller sången till min syster
- 2014 – Oskar Skog för romanen Pojken som fann en ny färg
- 2015 – Sten Jansson för romanen Anders + Lisa
- 2016 – Kjell Fredriksson för självbiografin Minnenas långrev
- 2017 – Lisa Bjurwald för romanen Tills bara aska återstår
- 2018 – Johannes Klenell för boken Det fria ordet
- 2019 – Marit Kapla för boken Osebol
- 2020 – Sven-Erik Karlsson för boken Örnögon
- 2021 – Anna Kölén för boken Ingen kommer att tro dig
- 2022 – Ulla Wentzel för boken HALLÅ. Min faster. Var är du?
- 2023 – Klaus Stein för boken Det vi aldrig talade om

## Webbkällor
- Föreningen Värmlandslitteraturs debutantstipendium. Läst 28 november 2024.
- Föreningen Värmlandslitteratur